# Милиес (дем Южен Пелион)
Вижте пояснителната страница за други значения на Милиес.
Милиес (на гръцки: Μηλιές, катаревуса Μηλιαί, Милие) е село в Република Гърция, област Тесалия, дем Южен Пелион. Милиес има население от 636 души. До 2011 година селото е център на дем Милиес в ном Магнезия.

## География
Селото е разположено в южните склонове на планината Пелион (Пилио).

## Известни личности
Родени в Милиес
- Константинос Гарефис (1874 – 1906), андартски капитан
- Григориос Констандас (1743 – 1844), просветен деец